# Lepidoscia herbicola
Lepidoscia herbicola är en fjärilsart som beskrevs av Edward Meyrick 1921. Lepidoscia herbicola ingår i släktet Lepidoscia och familjen säckspinnare. Inga underarter finns listade i Catalogue of Life.